# Codice IP

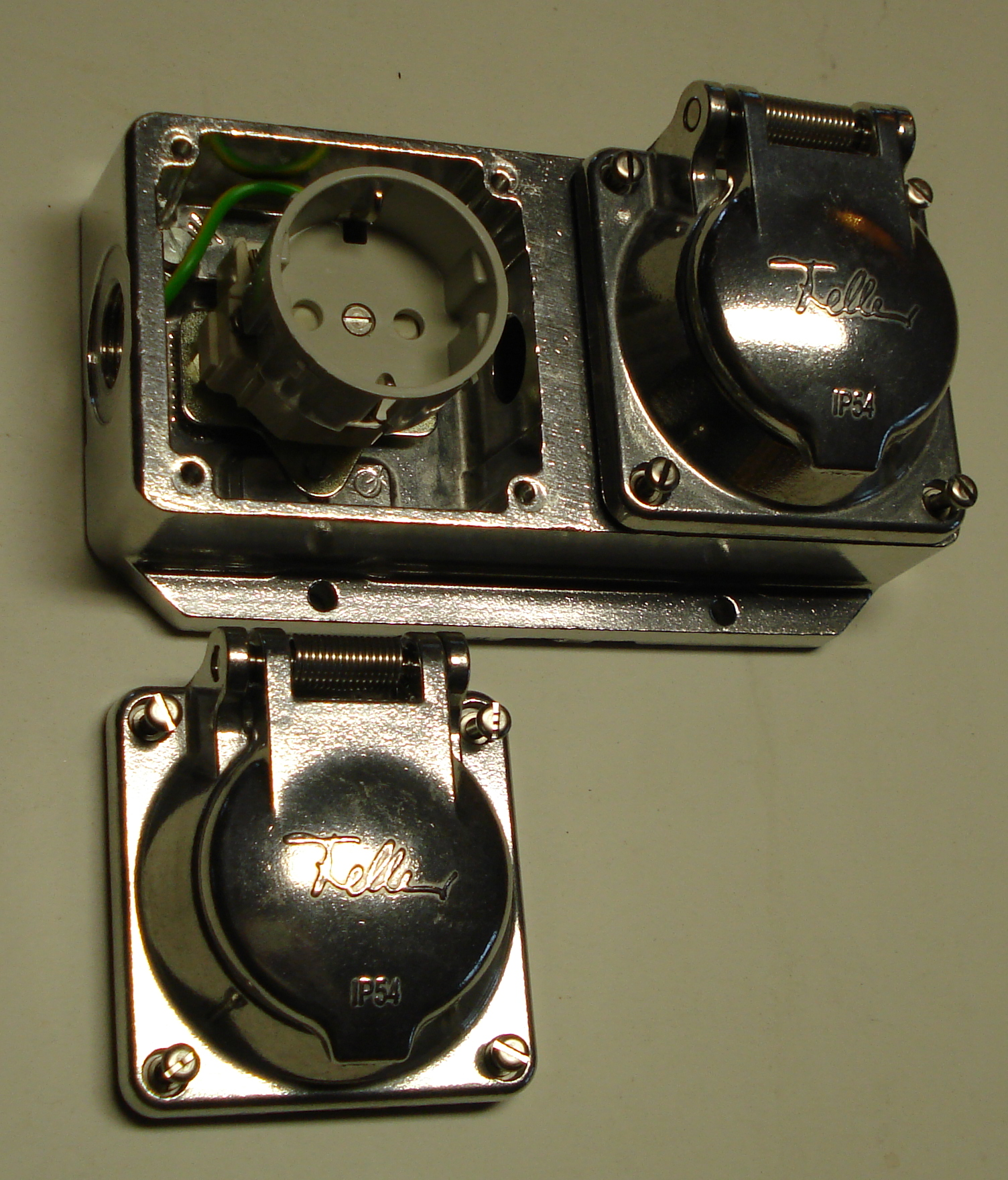
Esempio di prese elettriche con grado di protezione IP54 (indicato sul coperchio delle prese).

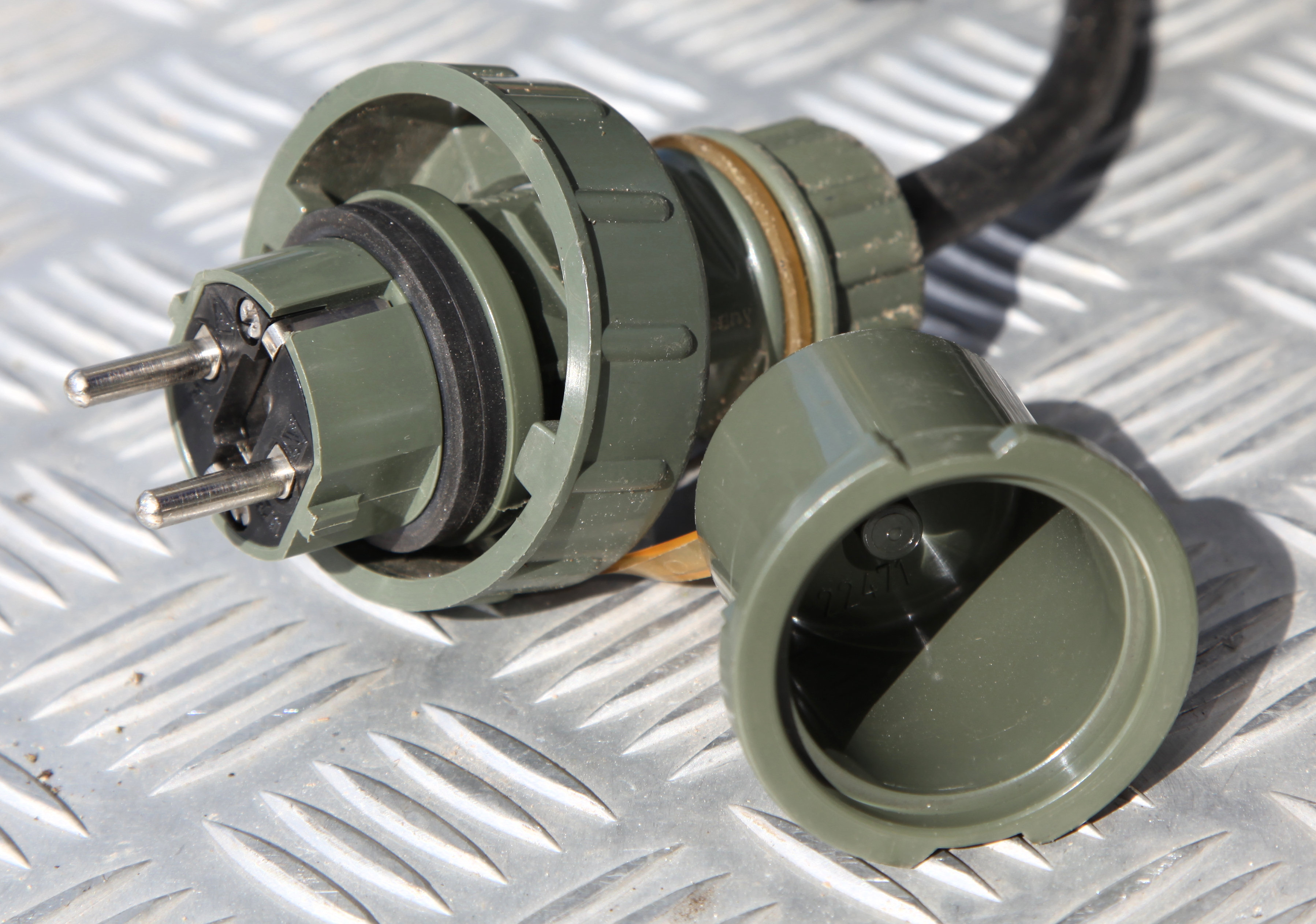
Esempio di connettore Schuko con grado di protezione IP67

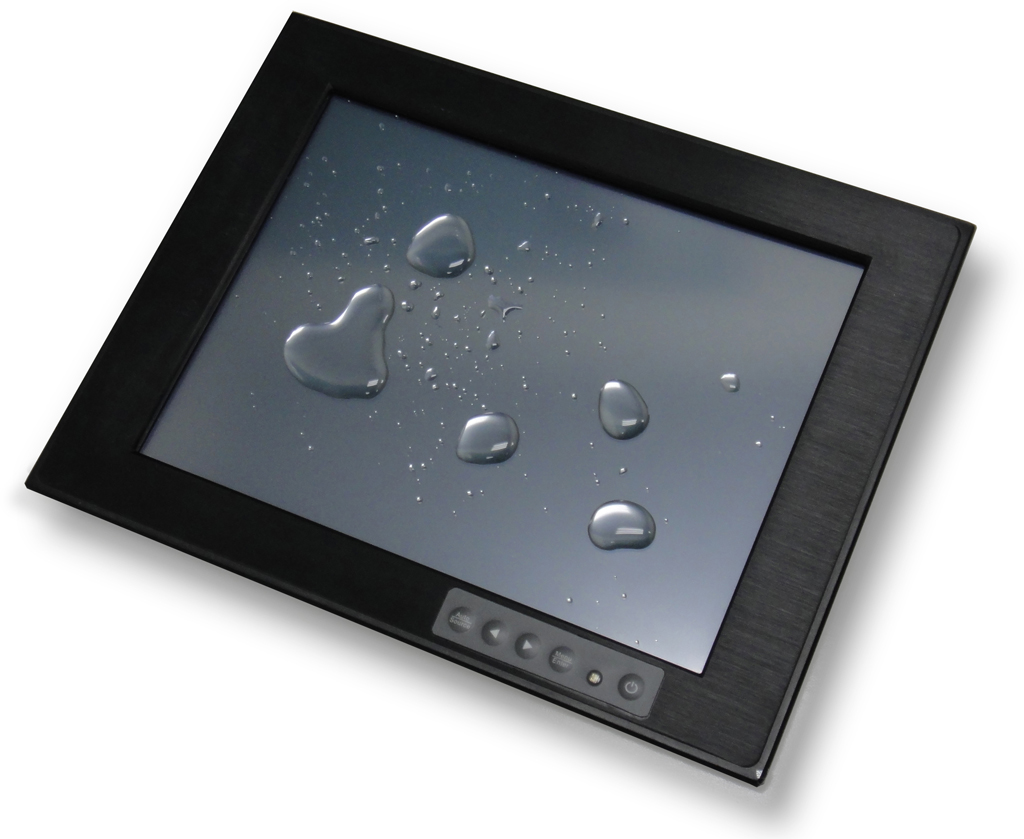
Display touchscreen con grado di protezione IP65

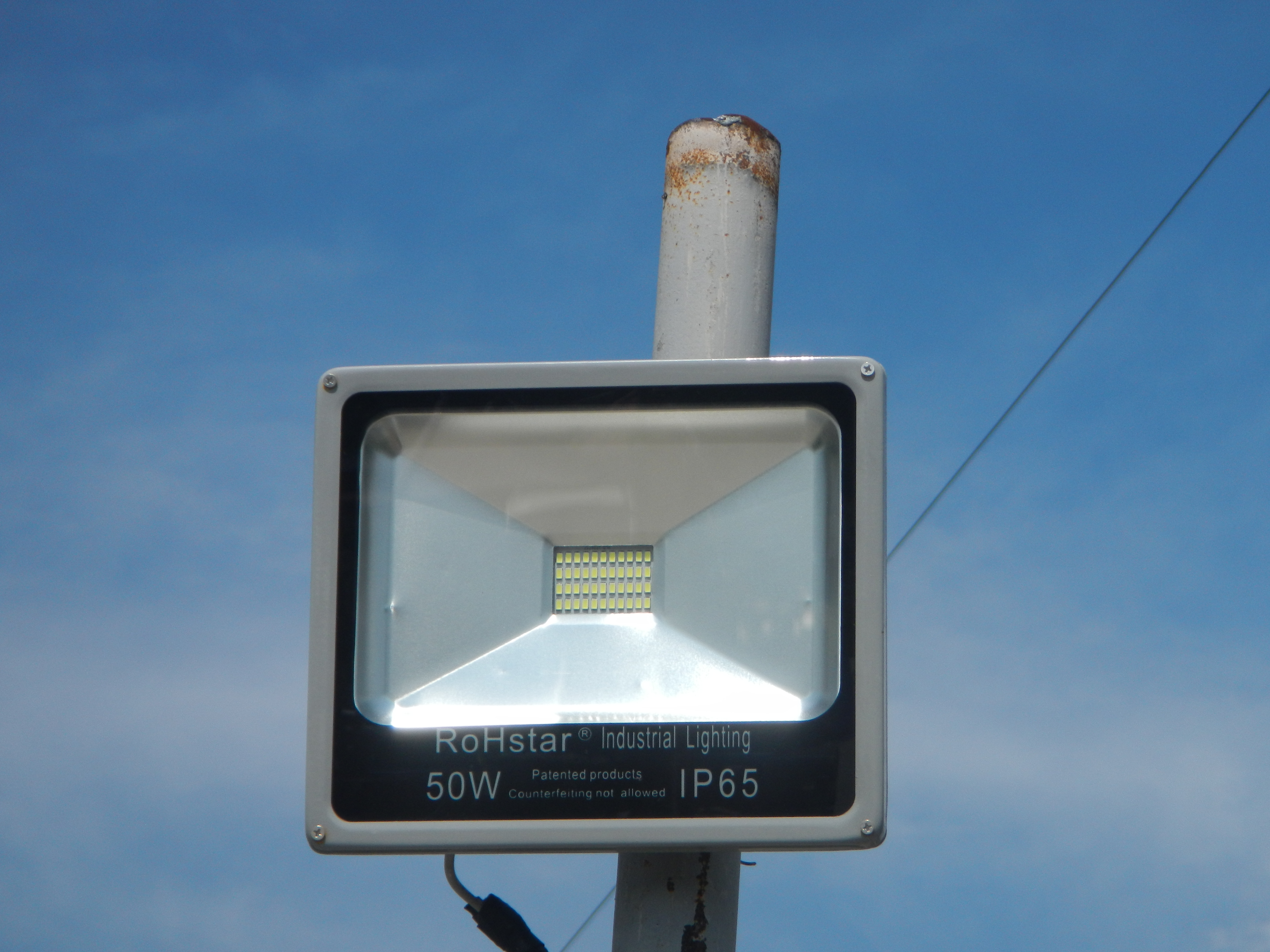
Lampada a LED da esterno con grado di protezione IP65

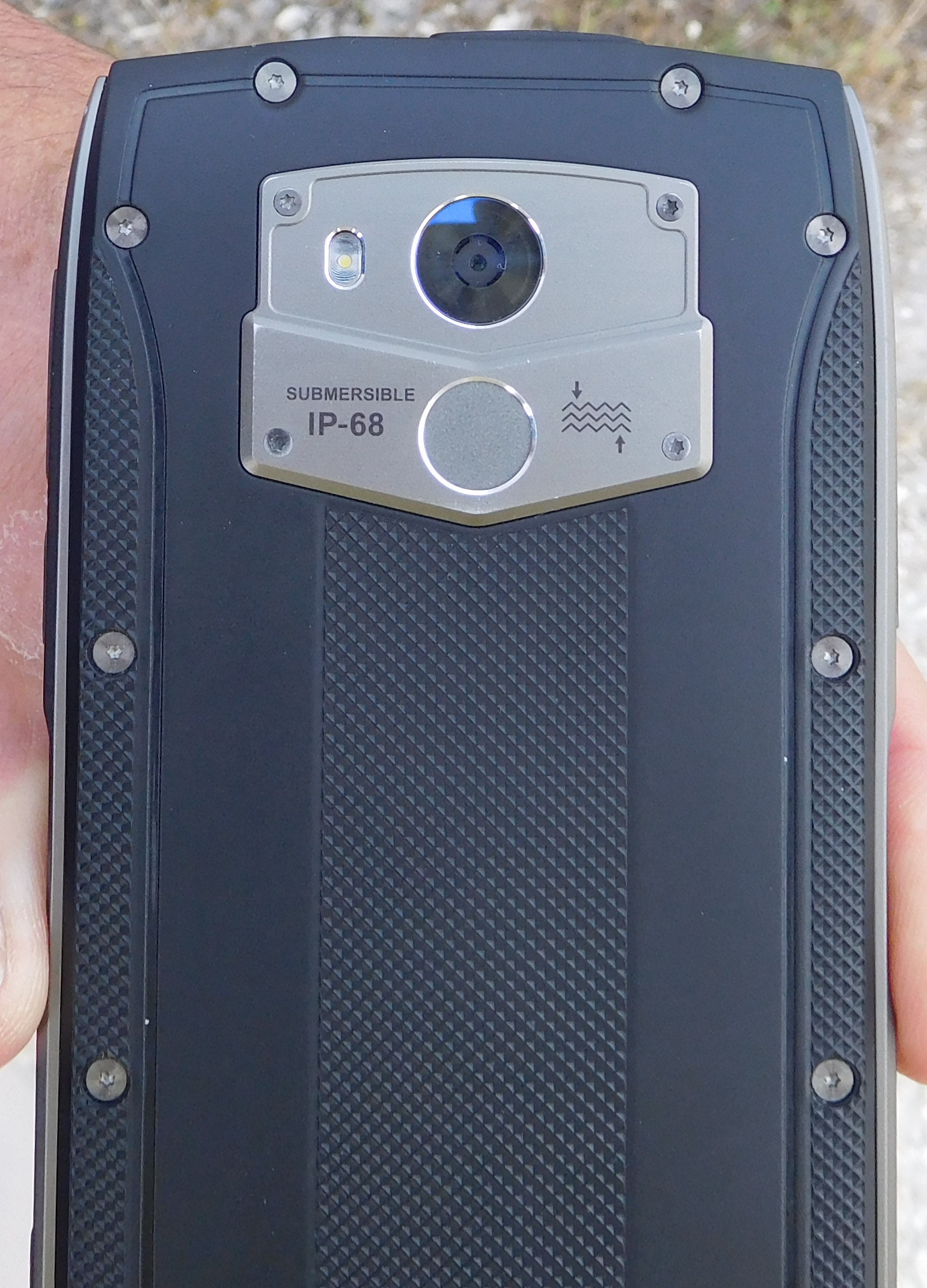
Smartphone con grado di protezione IP68

Il codice IP (o grado di protezione IP o marcatura internazionale di protezione, in inglese Ingress Protection e abbreviato in IP, a volte interpretato impropriamente come marcatura di protezione ingresso), è un parametro definito dallo standard internazionale IEC 60529 (pubblicato dalla Commissione elettrotecnica internazionale), che classifica e valuta il grado di protezione fornito da involucri meccanici e quadri elettrici contro l'intrusione di particelle solide (quali parti del corpo e polvere) e l'accesso di liquidi.
Lo standard punta a fornire agli utenti informazioni più dettagliate rispetto ai vaghi termini utilizzati nel marketing, come ad esempio "impermeabile", "resistente all'acqua" o "resistente alla polvere".

## La codifica IP
La codifica, istituita dalla norma EN60529 recepita dalla norma del Comitato Elettrotecnico Italiano CEI 70-1, è la seguente:
Al termine fisso IP seguono due cifre e due lettere opzionali.
Le cifre (numeri caratteristici) indicano la conformità con le condizioni riassunte nella tabella sottostante. Quando non ci sono valori di protezione riguardanti uno dei criteri, la cifra è sostituita dalla lettera X.
Per esempio, una presa elettrica valutata IP22 è protetta contro l'inserimento di dita e non verrà danneggiata o diventerà pericolosa durante un test specifico nella quale viene esposta verticalmente o quasi verticalmente a gocce d'acqua. Una valutazione IP58 ha caratteristiche "antipolvere" e può essere "immerso in 1 metro d'acqua fino a 30 minuti". IP22 o 2X sono requisiti minimi tipici per la progettazione di accessori elettrici per uso interno.

### Protezione da particelle solide
La prima cifra indica il livello di protezione che l'involucro fornisce contro l'accesso di parti pericolose (ad esempio conduttori elettrici o parti mobili) e l'ingresso di oggetti solidi estranei.
| Livello | Definizione                                                   | Effetti pratici |
| ------- | ------------------------------------------------------------- | --- |
| IP0X    | Non protetto dal contatto e dall'ingresso di oggetti          | |
| IP1X    | Protetto contro corpi solidi di dimensioni superiori a 50 mm  | Qualsiasi grande superficie del corpo, come il dorso della mano, ma nessuna protezione contro il contatto intenzionale con una parte del corpo (50 mm). Protetto contro l'accesso con il dorso della mano.                                                                                                |
| IP2X    | Protetto contro corpi solidi di dimensioni superiori a 12 mm  | Protetto contro l'accesso con un dito o oggetti simili. |
| IP3X    | Protetto contro corpi solidi di dimensioni superiori a 2,5 mm | Protetto contro l'accesso con un attrezzo, grossi cavi, ecc. |
| IP4X    | Protetto contro corpi solidi di dimensioni superiori a 1 mm   | Protetto contro l'accesso con un cavo, viti sottili, piccolo cacciavite, ecc. |
| IP5X    | Protetto contro la polvere                                    | Protetto contro l'ingresso di polvere. L'ingresso di polvere non è completamente impedito, ma non deve entrare in una quantità sufficiente da interferire con il funzionamento soddisfacente dell'apparecchiatura.                                                                                        |
| IP6X    | A tenuta di polvere                                           | Totalmente protetto contro l'ingresso di polvere, sabbia e in generale qualsiasi corpo solido di piccole dimensioni. Nessuna penetrazione di polvere; completa protezione dal contatto (a tenuta di polvere). Deve essere applicato il sottovuoto. Durata del test fino a 8 ore in base al flusso d'aria. |

### Protezione contro l'accesso da liquidi
La seconda cifra indica il livello di protezione che l'involucro fornisce contro l'accesso di liquidi.
| Livello | Resistenza                                                                                                 | Dettagli |
| ------- | --- | --- |
| IPX0    | Non protetto                                                                                               | |
| IPX1    | Protetto da caduta verticale di gocce d'acqua                                                              | Durata del test: 10 minuti Acqua equivalente a 1 mm di pioggia al minuto |
| IPX2    | Protetto da caduta di gocce d'acqua con inclinazione massima 15°                                           | Durata del test: 2,5 minuti per ogni direzione di inclinazione (10 minuti totali) Acqua equivalente a 3 mm di pioggia al minuto |
| IPX3    | Protetto dalla pioggia                                                                                     | Con un ugello di nebulizzazione: Durata del test: 1 minuto al metro quadro per almeno 5 minuti Volume d'acqua: 10 litri al minuto Pressione: 50-150 kPa Con un tubo oscillante: Durata del test: 10 minuti Volume dell'acqua: 0,07 l / min per foro                                                                                                |
| IPX4    | Protetto da spruzzi                                                                                        | Con un tubo oscillante: Durata del test: 10 minuti o ugello di nebulizzazione (uguale al test con ugello di nebulizzazione per IPX3 ma con lo scudo rimosso) |
| IPX4k   | Protezione contro spruzzi d'acqua sotto pressione, vale solo per veicoli stradali                          | |
| IPX5    | Protetto da getti d'acqua                                                                                  | Durata del test: 1 minuto al metro quadro per almeno 15 minuti Volume d'acqua: 12,5 litri al minuto Pressione: 30 kPa alla distanza di 3 m |
| IPX6    | Protetto da ondate                                                                                         | Durata del test: 1 minuto per metro quadrato per almeno 3 minuti Volume d'acqua: 100 litri al minuto Pressione: 100 kPa alla distanza di 3 m |
| IPX6k   | Protezione contro forti getti d'acqua ad alta pressione (inondazione), vale solo per veicoli stradali      | Durata del test: almeno 3 minuti Volume d'acqua: 75 litri al minuto Pressione: 1000 kPa alla distanza di 3 m |
| IPX7    | Protetto da immersione temporanea                                                                          | Immersione fino a 1 m di profondità per massimo 30 minuti, non deve presentare penetrazione di acqua Durata del test: 30 minuti - rif. IEC 60529, tabella 8. Testato tenendo il punto più basso dell'involucro a 1000 mm sotto la superficie dell'acqua, o il punto più alto a 150 mm sotto la superficie, a seconda di quale sia il più profondo. |
| IPX8    | Protetto da immersione permanente                                                                          | Condizioni di test in accordo con il produttore, ma più severe di IPX7 Durata maggiore o uguale a 30 min (tipicamente 24 ore) Profondità maggiore di 1 m (tipicamente oltre 3 m) |
| IPX9    | Protetto contro i getti d’acqua ad alta pressione e a temperatura elevata                                  | Pressioni acqua compresa tra 80 bar e 100 bar in tutte le direzioni ad alta temperatura (75...85 °C) Durata del test per involucri <= 250 mm: 30 secondi in ciascuno dei 4 angoli (0° - 30° - 60° - 90°) 2 minuti totali su tavola rotante Durata del test per involucri > 250 mm: 1 min per m2 (minimo 3 min)                                     |
| IPX9k   | Protezione contro l'acqua nel caso di pulizia a vapore / ed alla pressione, vale solo per veicoli stradali | Durata del test: 30 secondi in ciascuno dei 4 angoli (0° - 30° - 60° - 90°) 2 minuti totali Volume d'acqua: 14-16 litri al minuto Pressione: 8-10 MPa (80-100 bar) alla distanza di 0,10-0,15 m Temperatura dell'acqua: 80 °C |

### Errori comuni nella lettura della certificazione IP
È opinione comune ritenere che la protezione offerta da un dispositivo con certificazione IP67 o IP68 sia superiore rispetto a quella di un dispositivo con certificazione IP66. Tuttavia, tale confronto non è sempre diretto, poiché i criteri di test per queste certificazioni differiscono.
Le certificazioni fino al grado IP66 sono basate su test di resistenza a getti d'acqua provenienti da diverse direzioni, mentre i gradi IP67 e IP68 riguardano la resistenza all'immersione in acqua. Questa distinzione implica che un dispositivo con certificazione IP67 o IP68 potrebbe non essere necessariamente resistente ai getti d'acqua, e viceversa, un dispositivo certificato IP66 potrebbe non essere adatto all'immersione.
In alcuni casi, per garantire una maggiore versatilità e affidabilità, è possibile trovare apparecchiature elettriche con una doppia certificazione, ad esempio IP66/68, che copre entrambi i tipi di protezione.

### Lettere opzionali
Lettera opzionale aggiuntiva, protezione contro l'accesso umano.
| Livello | Effetti                                           |
| ------- | ------------------------------------------------- |
| a       | Protetto contro l'accesso con il dorso della mano |
| b       | Protetto contro l'accesso con un dito             |
| c       | Protetto contro l'accesso con un attrezzo         |
| d       | Protetto contro l'accesso con un filo             |

Lettera opzionale supplementare, protezione del materiale.
| Livello | Effetti                                                                                           |
| ------- | ------------------------------------------------------------------------------------------------- |
| h       | Apparecchiatura ad alta tensione                                                                  |
| m       | Provato contro gli effetti dannosi dovuti all'ingresso dell'acqua con apparecchiatura in moto     |
| s       | Provato contro gli effetti dannosi dovuti all'ingresso dell'acqua con apparecchiatura non in moto |
| w       | Adatto all'uso in condizioni atmosferiche specificate                                             |

### IP69K e IP69
La classificazione l'IP69K, facente parte della norma internazionale ISO 20653 (che ha reso obsoleta la norma tedesca DIN 40050-9), è stata sviluppata per i settori in cui è necessaria la protezione supplementare contro le alte pressioni e le alte temperature. Le applicazioni tipiche che richiedono questa classificazione sono relative ai veicoli (lavaggio con idropulitrice). Nel settore industriale, il grado di protezione equivalente (IP69 senza la K) è definito dalle norme IEC/EN 60529 a partire dalla variante A2 della norma; L'applicazione tipica è nell'industria alimentare, in cui l'apparecchiatura viene pulita in modo intensivo con acqua ad alta pressione o con vapore.

## Equivalenza con la codifica NEMA
La codifica NEMA (National electrical manufacturers association) può essere comparata in modo indicativo con la codifica IP, in quanto la codifica NEMA include anche altri fattori, quali la protezione alla corrosione o al ghiaccio.
Attenzione: la seguente tabella ha valenza solo se letta da sinistra a destra, quindi non è reversibile, ad esempio si può considerare che un NEMA type 4 possa coprire indicativamente il grado IP66 ma non viceversa:  
| Codifica NEMA 250 | Corrispondenza IP |
| ----------------- | ----------------- |
| 1                 | IP10              |
| 2                 | IP11              |
| 3R                | IP14              |
| 3                 | IP54              |
| 3S                | IP54              |
| 4                 | IP66              |
| 4X                | IP66              |
| 5                 | IP52              |
| 6                 | IP67              |
| 6P                | IP67              |
| 12                | IP52              |
| 12K               | IP52              |
| 13                | IP54              |